# Heriberto Lazcano Lazcano
Heriberto Lazcano Lazcano (Apan, 25 december 1974 – Progreso, 7 oktober 2012) was een Mexicaans gedeserteerd militair en crimineel. Lazcano was de vermoedelijke leider van het drugskartel Los Zetas. Hij had als bijnaam El Verdugo (De Beul).
Lazcano Lazcano was militair bij de speciale eenheden van de Luchtmobiele Groep van Speciale Eenheiden (GAFE) in het zuiden van Mexico. Hij volgde gevechtstrainingen en trainingen in militaire informatie en contraterrorisme. In 1997 werd de GAFE naar het noorden van Mexico gestuurd om het Golfkartel van Osiel Cárdenas Guillén te bestrijden. Verschillende leden van de GAFE, onder wie Lazcano, deserteerden en richtten Los Zetas op, dat zich in 1999 aansloot bij het Golfkartel.
Lazcano zou verantwoordelijk zijn voor honderden moorden. Sinds de arrestatie van Cárdenas in 2003 is de macht van Los Zetas binnen het Golfkartel toegenomen, en sinds ongeveer 2008 geldt Lazcano dan ook wel als de feitelijke leider van het kartel. In februari 2010 scheurde Los Zetas zich geheel los van het Golfkartel. Het tijdschrift Details noemde Lazcano in 2005 een van de 50 machtigste personen ter wereld.
Op 7 oktober 2012 is de 37-jarige Lazcano samen met een ander bendelid in Progreso, vlak bij de Amerikaans-Mexicaanse grens, in een vuurgevecht met mariniers doodgeschoten. De Amerikaanse regering had 5 miljoen dollar uitgeloofd voor tips die tot de aanhouding van Lazcano zouden leiden. Een gewapende bende heeft het stoffelijk overschot van Lazcano daarna uit het mortuarium in het noorden van Mexico gestolen.